# Pseudogobius olorum
Pseudogobius olorum är en fiskart som först beskrevs av Sauvage, 1880.  Pseudogobius olorum ingår i släktet Pseudogobius och familjen smörbultsfiskar. Inga underarter finns listade i Catalogue of Life.